# Emergenesis
In der Genetik beschreibt Emergenesis den Sachverhalt, dass die Vererbung mancher Eigenschaften nicht auf der Summe einzelner Gene beruht, sondern auf deren Zusammenwirken (s. Emergenz). Emergenetische Eigenschaften werden nicht weitervererbt, da die erforderliche Kombination von Genen auf Grund der Rekombination in der Keimbahn mit hoher Wahrscheinlichkeit nicht wieder auftreten wird.
Emergenesis kann erklären, warum bei manchen Eigenschaften in Zwillingsstudien die Konkordanzrate für zweieiige Zwillinge unter 50 % liegt, während sie bei eineiigen Zwillingen nahe an 100 % liegt.
Beispiele für emergenetische Eigenschaften sind:
- Extraversion
- EEG-Alpha-Frequenzen
- elektrodermale Habituation
- berufliches und geistiges Interesse und Talente
- Kreativität